# 電位器

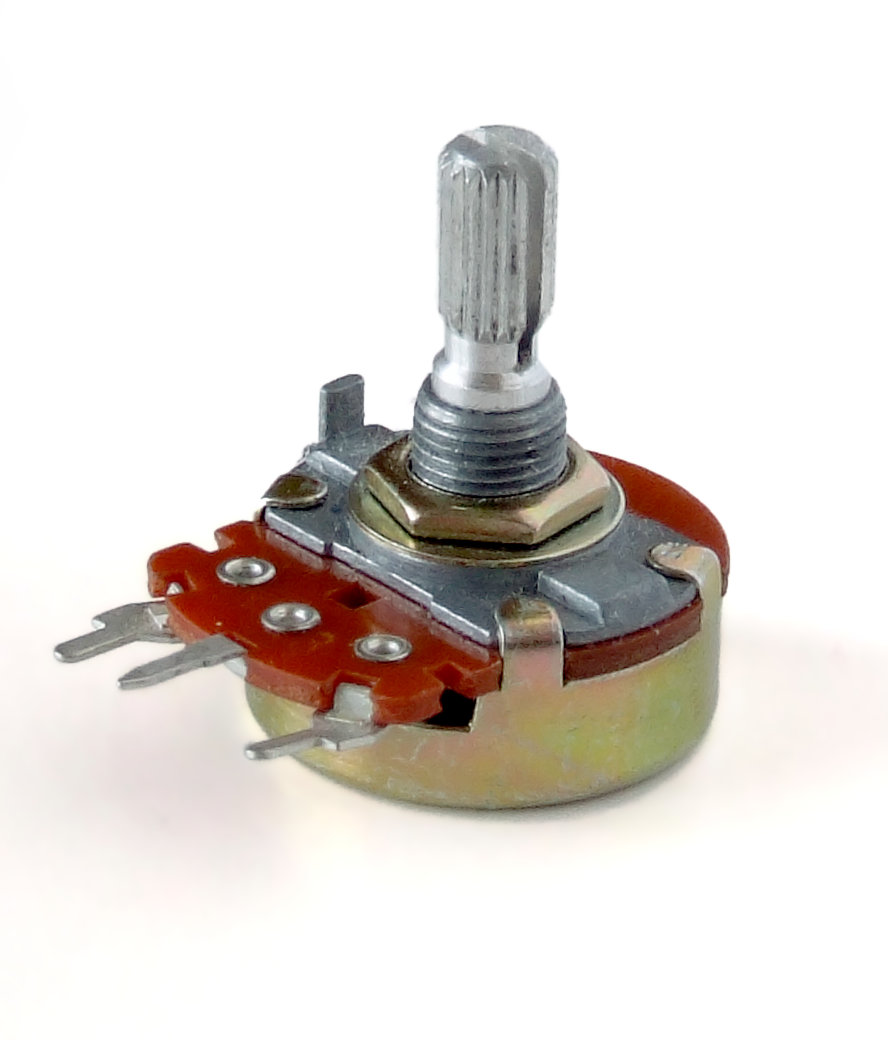
典型的電位器。(單圈，碳膜式)
電路符號:
(歐)
(美)

電位器（英文：Potentiometer，通俗上也簡稱 Pot，少數直譯成電位計），中文通常又稱為可變電阻器（VR，Variable Resistor）或簡稱可變電阻，是種多數具有三個端子，其中有兩個固定接點與一個滑動接點，可經由滑動而改變滑動端與兩個固定端間電阻值的電子零件，屬於被動元件，使用時可形成不同的分壓比率，改變滑動點的電位，因而得名。 
至於只有兩個端子的可變電阻器（rheostat）（或已將滑動端與其中一個固定端保持連接，對外實際只有兩個有效端子的）並不稱為電位器，只能稱為可變電阻（variable resistor）。
常見的碳膜或陶瓷金屬膜的電位器可以透過銅箔或銅片與印刷膜接觸，經旋轉或滑動產生輸出、輸入端的不同電阻。至於需要較大功率的電位器則是使用線繞式。
電位器有時會合併附帶其他功能，例如某些音量控制用的電位器附開關，可兼作音量與電源開關的功能，此時通常是在音量最小的一端附帶關閉電源。

## 用途
電位器最常見的用途是各式音響聲源設備裡的音量控制，或電子設備裡的各式準位與功率等的控制，也可以作為位置或角度的傳感器，或者是作為鎢絲燈泡調光器或電熱絲功率調節器的控制元件等。 但某些用途，如前述例子中的後者，通常將電位器接成兩端子可變電阻（rheostat）形式來使用。

## 分類

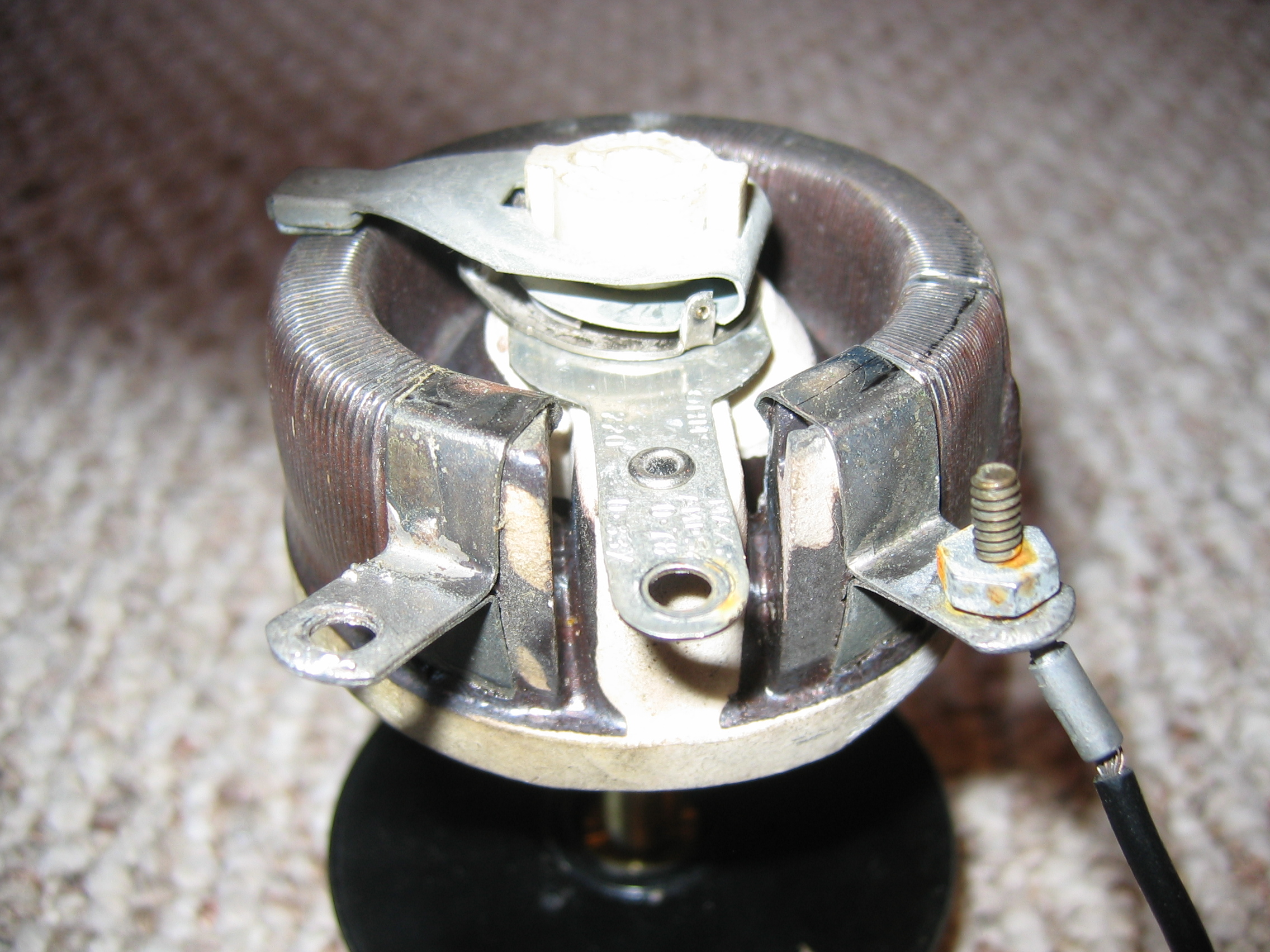
繞線式電位器的構造

### 電阻材質分類
- 碳膜式（Carbon Film）：使用碳膜作為電阻膜。
- 瓷金膜（Cermet Film）：使用以陶瓷（ceramic）與金屬（metal）材質混合製成的特殊瓷金（cermet）膜作為電阻膜。
- 線繞式（Wirewound）：使用金屬線繞製作為電阻。比起碳膜或瓷金膜而言，可承受較大功率。
- 塑膠：使用碳粒子或金属粒子掺杂的塑膠作为电阻材料。

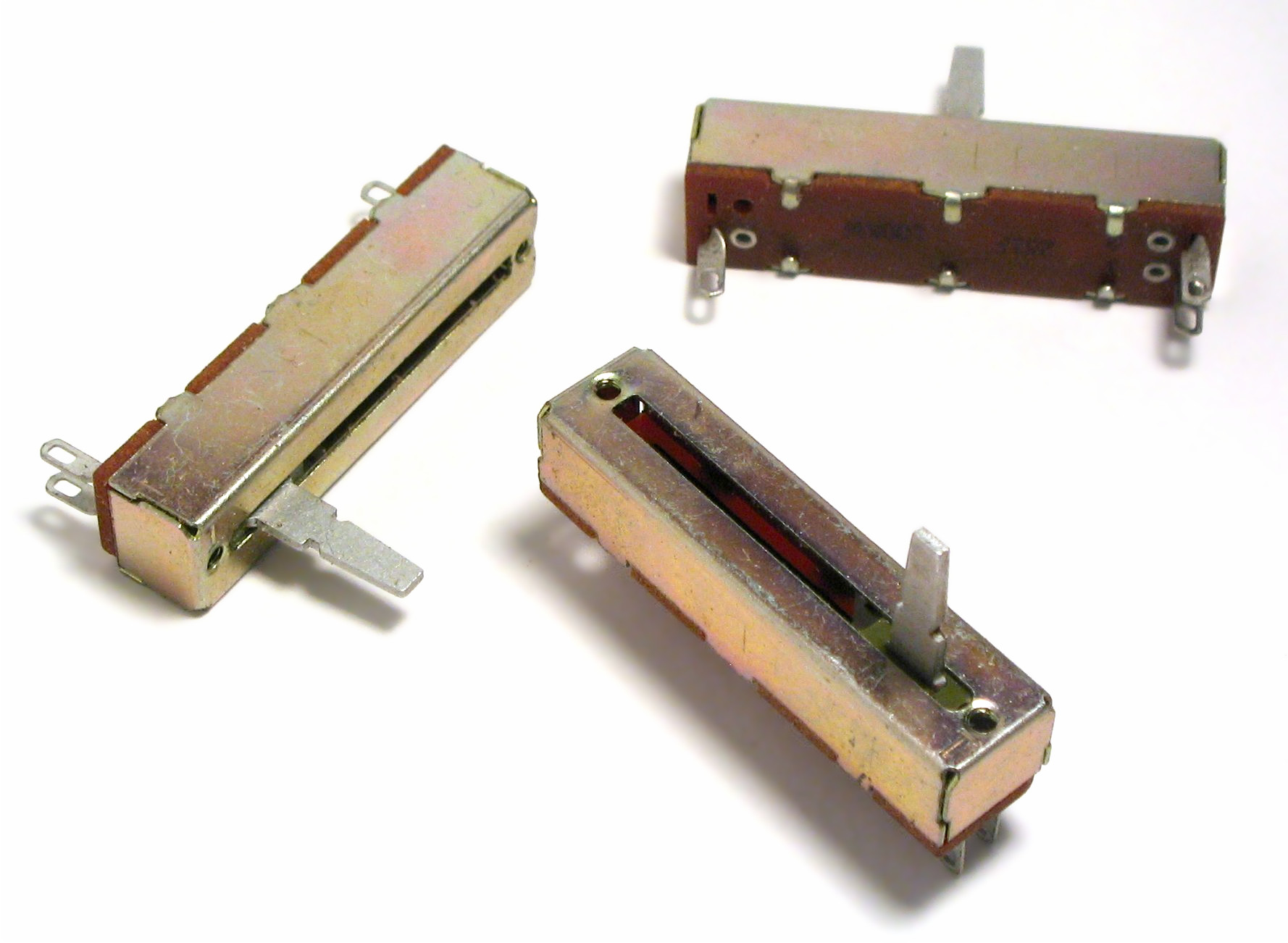
直線滑動式電位器（“faders / 推子”）

### 構造分類
- 旋轉式：常見的形式。
  - 單圈式：常見的形式，一般旋轉角度約 270～300 度。
  - 多圈式：用於須精密調整的場合。
- 直線滑動式：通常用於混音器，便於立即看出音量 / 均衡的位置與做淡入淡出控制，俗称“推子”。部分高级的混音器更带有动作机构，可依据信号而给出位置反馈。

### 數量分類
- 單聯式：一轉軸只控制單一電位計。
- 雙聯式：兩個電位器使用同一轉軸控制，主要用於雙聲道中，可同時控制兩個聲道。

### 電阻值變化尺度分類
- 線性尺度式：電阻值的變化與旋轉角度或移動距離呈線性關係，此種電位器稱為 B 型電位器。
- 對數尺度式：電阻值的變化與旋轉角度或移動距離呈對數關係，此種電位器主要用途是音量控制，其中常用的是 A 型電位器，適合順時針方向為大音量、逆時針方向為小音量的場合；此外還有對數尺度的變化方向與A型相反的 C 型電位器。

### 其他特別型式
- 附開關電位器：通常用於將音量開關與電源開關合一，即逆時針旋轉至底使開關切斷而關閉電源。

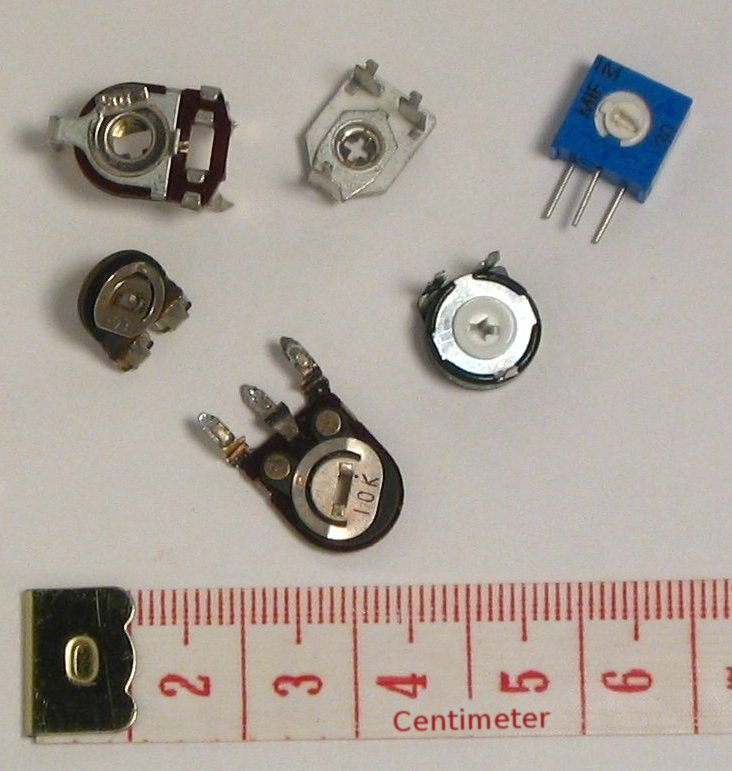
印刷電路板上使用的微調型電位器或稱半可變電阻

### 微調用電位器或可變電阻
作為微調用的電位器或可變電阻，通常位於設備內部、印刷電路板上，用於不需經常調整的地方，這種小型電位器或可變電阻，中文一般稱為半可變電阻，英文一般稱為 trimpot 或 trimmer（微調器。如不特別說明，trimmer 雖以可變電阻為多，但也可能是可變電容）。

## 數位電位器
數位電位器（Digital Potentiometer，簡稱 Digital Pot）是使用電子電路製成，IC 型態的電位器，以數位訊號控制內部電子開關，以改變所接的電阻數值。
IC 型數位電位器各接腳的訊號電壓，不能超過該電位器 IC 的電源電壓，設計電路時須留意此點。